# سركيس كارابتيان
سركيس كارابتيان هو لاعب كرة قدم أرميني في مركز الدفاع، ولد في 3 سبتمبر 1963 في غيومري في أرمينيا. شارك مع منتخب أرمينيا لكرة القدم. أما مع النوادي، فقد لعب مع نادي شيراك.

## وصلات خارجية
- سركيس كارابتيان على موقع قاعدة بيانات كرة القدم.إي يو (الإنجليزية)
- سركيس كارابتيان على موقع ناشيونال فوتبول تيمز (الإنجليزية)